# نشان آنای مقدس (سنت آنا)
نشان سِنت آنا (روسی: Орден Святой Анны؛ همچنین یا "نشان سنت آن") به عنوان یک قهرمان هولشتاین و سپس نظام سلطنتی امپراتوری روسیه که توسط کارل فریدریش، دوک هولشتاین گوتورپ، در تاریخ ۱۴ فوریه ۱۷۳۵، به افتخار همسرش آنا پترومن، دختر پتر یکم روسیه ایجاد شد. شعار نشان این است که "Amantibus Justitiam, Pietatem, Fidem" ("تقدیم به کسانی که عدالت، تقدیس و وفاداری را دوست دارند"). روز بزرگداشت آن ۳ فوریه (سبک جدید، ۱۶ فوریه) است. در اصل، نشان سِنت آنا، یک نشان سلطنتی برادری (شوالیه گری) بود؛ اما بین سالهای ۱۷۹۷ و ۱۹۱۷ دستخوش وضعیت دوگانه ای به عنوان یک نشان سلطنتی و همچنین به عنوان یک نشان دولتی شد. امپراتوری روسیه همیشه صاحب امتیاز نشان سلطنتی سِنت آنا بوده‌است. نشان سنت آنا پس از انقلاب اکتبر ۱۹۱۷ توسط ولادیمیرویچ، دوک کبیر ولادیمیر کیریلوویچ و دوشس بزرگ ماریا ولادیمیرفین، اهدا شد. امروزه، نشان سلطنتی سنت آنای روسیه، توسط دوشس بزرگ ماریا ولادی مرونا به عنوان نشان نظامی توسط ICOC خصوصی اهدا می‌گردد و در تداوم نشان قبل از انقلاب اکتبر ۱۹۱۷، تلقی گردیده و برای استفاده با لباس نظامی مورد تأیید قرار گرفته‌است. اما فدراسیون روسیه باستثنای برخی از اعضای خانواده رومانوف از این نشان استفاده نمی‌کند.
دریافت این نشان به خاطر اقدامی پراهمیت در زمینه خدمات مدنی یا رشادت ورزی در ارتش در نظر گرفته شده. اشراف، دریافت کنندگان نشان سنت آنا درجه یک به‌صورت موروثی بودند و دریافت کنندگان طبقه‌های پایین‌تر با توجه به شأن اجتماعی به دریافت درجات دیگر آن نایل می‌آمدند. برای اشخاص نظامی، این نشان همراه با شمشیر اعطا می‌شد. اما امروزه برای خدمات شایسته معمولاً به خانواده سلطنتی روسیه اهدا می‌شود.

## تاریخچه
در ابتدا، نشان فقط یک درجه داشت و به عنوان «نشان آنا» نامگذاری شد. اساسنامه نشان در سال ۱۷۳۵ اعلام شد. نشان اصلی در قالب یک صلیب طلا با میناکاری قرمز رنگ، و تصویری از سِنت آنا در مرکز صلیب و در پشت آن حروف "AIPF" (حروف ابتدای عبارت "Ana Imperatoris Petri Filia": "آنا، دختر امپراتور پتر" به زبان لاتین) طراحی گردیده بود. حروف بکار رفته در مخففِ عبارتِ مندرج بر روی این مدال می‌توانند همزمان مخفف کلمات شعار این مدال نیز باشند. (چراکه حرف "J" در لاتین وجود ندارد و از اینرو "Iustitiam" املای اصلی کلمه "Justitiam" در زبان لاتین است که بدین ترتیب می‌تواند در روی مدال به جای آن بکار گرفته شود).
در سال ۱۷۴۲، کارل پیتر اولریش، پسر دوک کارل فریدریش، وارث بلافصل روسیه شد. پس از ورود به روسیه، این نشان را به چندین فرد برگزیده اهدا کرد. در ۱۵ آوریل ۱۷۹۷، پسر خود، امپراتور پاول یکم، این نشان را به عنوان بخشی از نظام امپراتوری روسیه تثبیت کرد و آن را به سه درجه مختلف تقسیم نمود و نام آن را «نشان سنت آنا» نامید. امپراتور الکساندر یکم درجه چهارم را در سال ۱۸۱۵ اضافه کرد.
گیرندگان نشان سنت اندرو (از جمله دوکهای بزرگ، نشان را در زمان غسل تعمید دریافت کرده و شاهزادگان امپراتوری که خون امپراتور در رگ آنها جریان داشت) به‌طور همزمان اولین رده نشان سنت آنا را دریافت می‌کردند. امپراتور خود وارث ارشد نشان بود.
عنوان داستان شناخته شده چخوف، آنا بر روی گردن، به نشان و قهرمان اشاره دارد.
در ایران در جریان جنگ جهانی اول سرتیپ امیراحمدی مأمور مراقبت از کنسول روس و انگلیس در کرمانشاه شد و آنها را به سلامت به همدان رسانید و ضمن احراز درجه سروانی به دریافت یک قطعه نشان درجه ۴ «سِنت آنا» از طرف دولت روسیه نایل شد.

## درجات نشان آنا

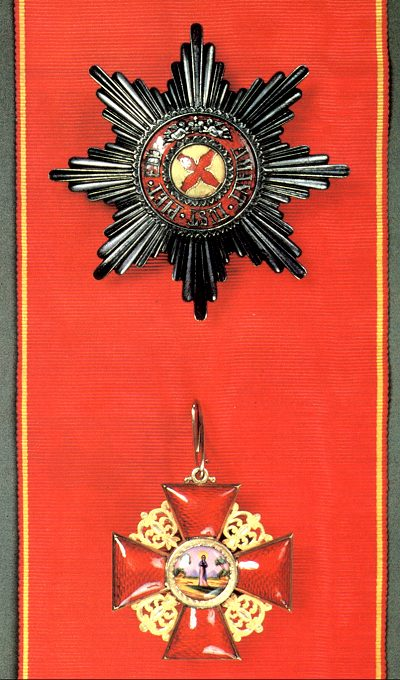
نشان درجه یک سنت آنا
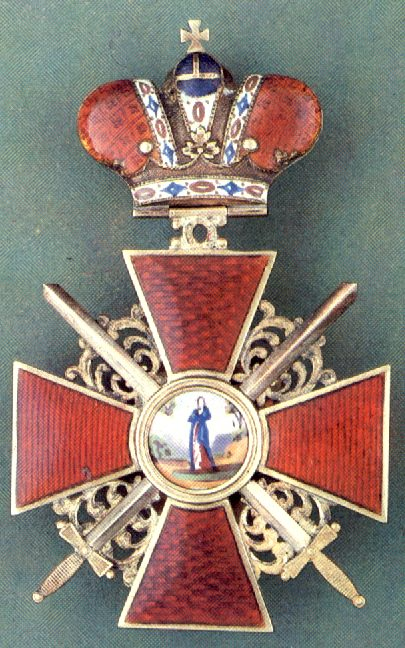
نشان درجه دو سنت آنا( «با تاج و شمشیر» برای شجاعت در نبرد مزین شده)
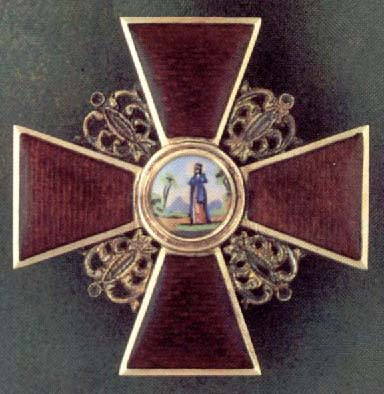
نشان درجه سه سنت آنا
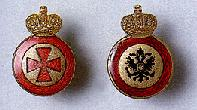
نشان درجه چهار سنت آنا، (نشان با علامت عقاب امپراتوری به افراد غیرمسیحی داده می‌شود که برای ایشان نشان صلیب مسیحیت نامناسب تلقی شده‌است)

## روش‌های استفاده درجات مختلف نشان

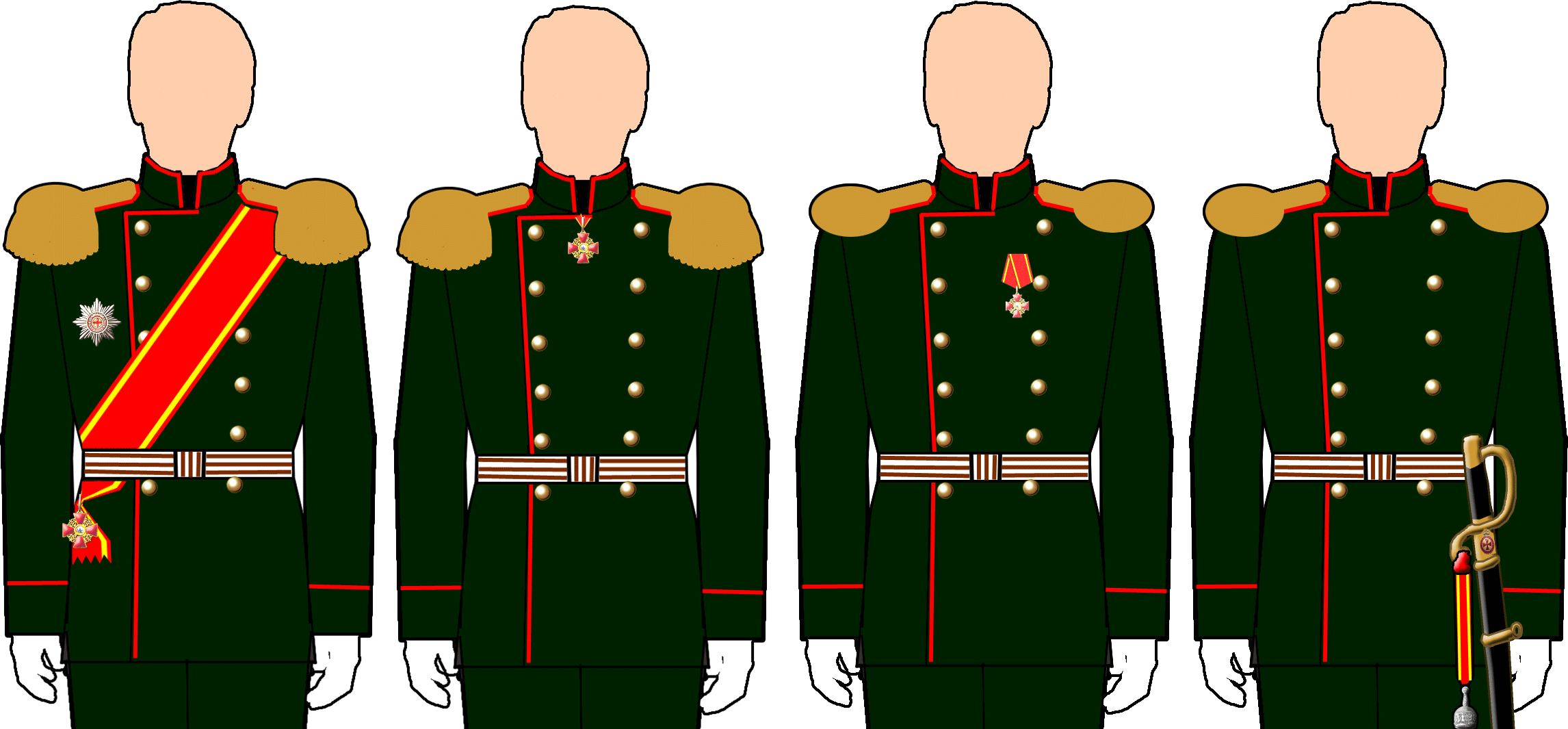

- نشان درجه یک: نشان به‌صورت یک روبان متقاطع (ده سانتی‌متر عرض، از شانه سمت چپ تا کنار ران پای راست (که نشان در این نقطه به روبان متصل است) کشیده شده؛ ستاره نشان (با قطر حدود ۹۵ میلی‌متر) در سمت راست سینه استفاده شده‌است.
- نشان درجه دو: نشان صلیب روی یک روبان گردنی با عرض ۴۵ میلی‌متر؛
- نشان درجه سه: نشان صلیب در سمت چپ سینه همراه با یک روبان با عرض ۲۸ میلیمتر استفاده شده؛
- نشان درجه چهار: نشان صلیب بر روی لبه یک شمشیر، که روبانی با آویز نقره به دسته آن گره زده شده.

روبان این مدال (نشان) نواری سرخ رنگ با لبه‌های باریک زرد است.
دارندگان درجه‌های بالاتر نشان، از درجه‌های پایین‌تر آن استفاده نمی‌کنند، مگر اینکه این اشخاص دارای درجه چهارم این نشان باشند. (یعنی شمشیر یا سلاحی که علامت این نشان بر روی آن قرار دارد)

## کتابشناسی
آلن W. Hazelton، سفارشات امپریال روسیه؛ نیویورک: جامعه شماره معکوس آمریکا، ۱۹۳۲ (یادداشت‌های زنگی و طنز، شماره ۵۱).
Guy Stair Sainty (Ed.) «دستورات جهانی برادری و شایستگی» لندن: Peerage Burke، ۲۰۰۶.